# جيمس ليفين ماكغريغور
جيمس ليفين ماكغريغور هو رياضياتي كندي، ولد في 31 مايو 1921، وتوفي في 3 يناير 1988.